# De grappen van Lambik (oude reeks)
De grappen van Lambik (oude reeks) is een Vlaamse gagstrip van Willy Vandersteen. Eduard De Rop werkte mee als tekenaar. 
De serie is een spin-off van de hoofdreeks Suske en Wiske en draait rond het personage Lambik. Andere hoofdpersonages uit deze strip, zoals Suske, Wiske en tante Sidonia komen ook voor in deze spin-off, maar hier alleen als nevenfiguren. Ook personages uit een andere gagstrip van Vandersteen, De familie Snoek hebben hier af en toe een cameo. Lambik's domme assistent, Sézaar, is een personage dat speciaal voor De grappen van Lambik bedacht werd. 
De serie verscheen in één-pagina-gags, gepubliceerd in het Belgische weekblad De Bond (1954-1963). 

## De albums

### Originele albums
- De grappen van Lambik 1 1955, heruitgave in 1958 met hertekende voorplaat
- De grappen van Lambik 2 1956, heruitgave in 1958
- De grappen van Lambik 3 1957, heruitgave in 1958
- De grappen van Lambik 4 1958
- De grappen van Lambik 5 1959
- De grappen van Lambik 6 1960
- De grappen van Lambik 7 1962

### Ciso
Het stripliefhebbersblad CISO gaf in 1980 een bundeling uit van 44 nooit eerder verschenen gags.  Want niet alle gags waren namelijk in de originele reeks opgenomen.  
- Ciso 27 1980

### Strip Klassiek
In 1983 verscheen het eerste album met de originele cover in de reeks Strip Klassiek.
- Strip Klassiek-De grappen van Lambik 1 1983

### Brabants stripspektakel
Ter ere van het 18de Brabants stripspektakel werden in augustus 2003 alle gags van Lambik in acht albums heruitgegeven.  
- 18de Brabants Stripspektakel Grappen van Lambik 1 2003
- 18de Brabants Stripspektakel Grappen van Lambik 2 2003
- 18de Brabants Stripspektakel Grappen van Lambik 3 2003
- 18de Brabants Stripspektakel Grappen van Lambik 4 2003
- 18de Brabants Stripspektakel Grappen van Lambik 5 2003
- 18de Brabants Stripspektakel Grappen van Lambik 6 2003
- 18de Brabants Stripspektakel Grappen van Lambik 7 2003
- 18de Brabants Stripspektakel Grappen van Lambik 8 2003

## Nieuwe reeks
In 2004 ging er een nieuwe reeks van De grappen van Lambik van start, deze keer met Marc Verhaegen en Luc Morjaeu als vaste medewerkers. Hierin zijn de eerste drie albums nog gevuld met heruitgegeven gags, de andere albums bevatten nieuwe gags.
- De grappen van Lambik 1 (nieuwe reeks) 2004
- De grappen van Lambik 2 (nieuwe reeks) 2004
- De grappen van Lambik 3 (nieuwe reeks) 2004